# Club d'aviron Camargo
Maillots
Le Club d'Aviron Camargo est un club sportif cantabre fondé en 1979 par un groupe d'amis, dont le président Fernando López Lejardi. Pendant sa trajectoire il a obtenu d'importants succès en disputant des régates dans toutes les catégories et disciplines de banc fixe, en batels, trainerillas et traînières ainsi que des épreuves de banc mobile dans toute l'Espagne.

## Histoire
En 1889 des trainières de femmes de Las Presas, quartier de Herrera de Camargo, dispute une régate mano à mano, avec une autre de Pedreña. En 1919 nous avons des informations d'une régate de trainières, d'hommes cette fois, où Las Presas, concours avec d'autres embarcations des environs de la Baie de Santander.
Après de nombreuses années d'absence dans la compétition, en 1979 se fonde le Club d'Aviron Valle de Camargo. En 1984 ce nouveau club, qui représente toute la vallée, début dans les épreuves de trainières. Durant l'année 2006 la Ligue ARC se crée et Camargo en est un des fondateurs jusqu'en 2010, qui grâce aux performances sportives monte à l'ACT pour prendre part à la Ligue San miguel.
Ils gagneront plusieurs titres régionaux et nationaux, tant en banc mobile qu'en banc fixe, mais ce qui est à retenir d'essentiel de Camargo est son travail de « course » et sa continuité dans la compétition.
En 1981 on a organisé le premier événement organisé par le club, le Trofeo Virgen del Carmen (Trophée Vierge du Carmen) et en 1983 débute en trainière, grâce à un bateau de seconde main achetée à Portugalete. En 1985, ils obtiennent la seconde place dans le Grand Prix du Nervion et le Drapeau Petronor.
À partir de 1983, ils concourent dans les principales épreuves du calendrier de trainières jusqu'en 1989, année où ils ne peuvent pas mettre la trainière à l'eau pour des problèmes d'effectifs. L'année suivante, en 1990, ils remettent à nouveau la trainière à l'eau sans interruption jusqu'en 2000, où de nouveau le même problème surgit. Pendant trois ans ils ne mettront pas d'embarcation à l'eau puis reviennent de nouveau en 2003. En 2004 ils retournent à la compétition mais en 2005 le problème d'affectif se pose de nouveau.
En 2006 ils s'inscrivent dans la Ligue ARC et se classent dans la première division malgré des résultats moyens. Cependant, ils gagnent la régate de Fuenterrabia. En 2007 ils jouent un très bon rôle dans la ligue, étant quatrièmes en ne gagnant aucune régate. En 2008 ils finissent troisième dans la ligue, sixièmes en 2009. Dans la saison 2010 ils obtiennent le vice-championnat et atteignent la promotion à la Ligue ACT après avoir gagné les régates qualificatives.

## Palmarès
- 2 Drapeau Sotileza: 1988 et 1992.

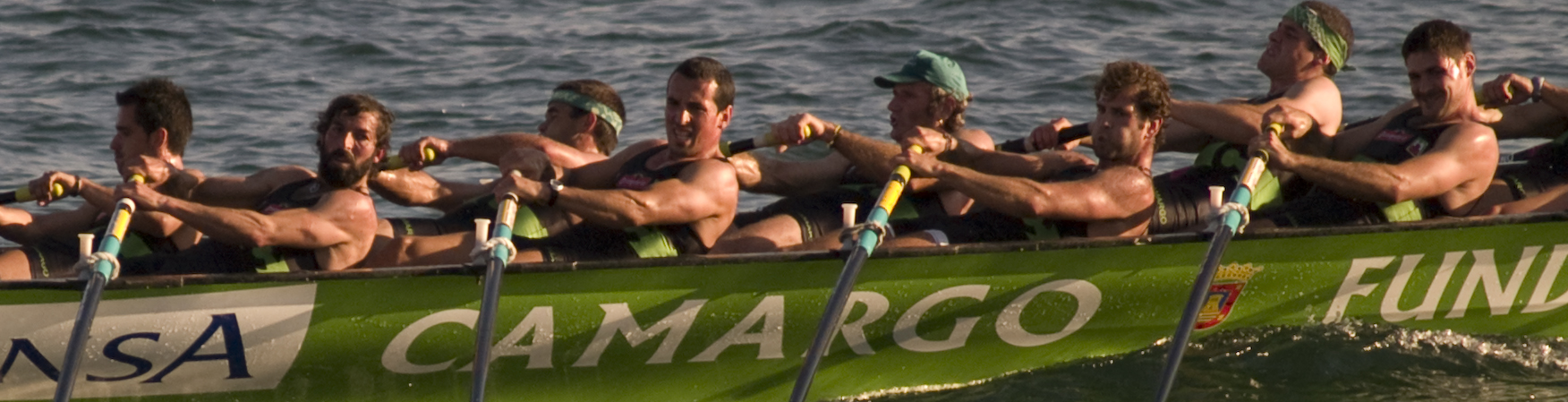
Traînière de Camargo dans le Drapeau Sotileza en 2008.

- 3 Drapeau Bansander: 1988, 1994 et 1996.
- 1 Drapeau Prince des Asturies: 1988.
- 1 Drapeau de Santoña: 1993.
- 1 Drapeau de Somo: 1994.
- 1 Drapeau Junta Vecinal Maliaño Punta Parayas: 1999.
- 1 Drapeau promotion Fuenterrabia: 2006.
- 1 Drapeau de Navia (La Corogne): 2006.
- 1 Traversée Virgen del Mar - La Maruca.
- 1 Drapeau de Elantxobe: 2010.
- 1 Drapeau de Trintxerpe: 2010.
- 1 Drapeau de Camargo: 2010.
- 1 Drapeau de Algorta: 2010.
- 1 Drapeau Ligue ARC de Pasajes de San Pedro: 2010.

### Sources
- (es) Cet article est partiellement ou en totalité issu de l’article de Wikipédia en espagnol intitulé « Club de Remo Valle de Camargo » (voir la liste des auteurs).